# Narvesenprisen
Narvesenprisen ansågs länge vara det mest prestigefyllda priset för journalistik i Norge. Det etablerades av butikskedjan Narvesen. Efter att ha fått kritik för att vara beroende av ett kommersiellt företag, valde pressorganisationerna att från och med 1991 dela ut ett nytt pris, Den Store Journalistprisen, som också fick ersätta Hirschfeldtprisen. Prismottagare från starten 1954 till 1990 var:
- 1954: Anders Buraas, Arbeiderbladet
- 1955: Gösta Hammarlund, Dagbladet
- 1956: Asbjørn Barlaup, VG
- 1957: Jorunn Johnsen, Aftenposten
- 1958: Henry Imsland, Stavanger Aftenblad
- 1959: Terje Baalsrud, NH&ST
- 1960: P. Chr. Andersen och Henning Sinding-Larsen, Aftenposten
- 1961: Jacob R. Kuhnle, Morgenavisen
- 1962: Gidske Anderson, Arbeiderbladet, och Odd Hagen, Oppland Arbeiderblad
- 1963: Arne Hestenes, Dagbladet
- 1964: Einar Eriksen, Bergens Tidende
- 1965: Erik Bye, NRK
- 1966: Arne H. Halvorsen, Stavanger Aftenblad
- 1967: Richard Herrmann, NRK-London
- 1968: Arve Solstad, Dagbladet, och Per Egil Hegge, Aftenposten
- 1969: Kai Otto Hansen, Bergens Arbeiderblad
- 1970: Sverre Mitsem, Tønsbergs Blad
- 1971: Asbjørn Larsen, NRK, och Lars Sigurd Sunnanå, Aftenposten
- 1972: Redaktionen på Fædrelandsvennen
- 1973: Ellen Auensen, Morgenbladet, och Gunnar Filseth, Aftenposten
- 1974: Gerd Benneche, Dagbladet
- 1975: Rolf W. Thanem och Geir Tønset, Adresseavisen
- 1976: Berit Eriksen, frilansare, Oslo
- 1977: Terje Gammelsrud, Hverdag (Sinnets Helse)
- 1978: Hans Melien, Adresseavisen
- 1979: Rolf M. Aagaard, Aftenposten
- 1980: Arne Skouen, Dagbladet
- 1981: Erling Borgen, NRK, och John O. Egeland, Dagbladet
- 1982: Redaktionen på Vårt Land
- 1983: Kjell Gjerseth, frilansare (Klassekampen)
- 1984: Knut Fjeld, Elverum
- 1985: Kjell Øvre Helland, Bergens Tidende
- 1986 : Veslemøy Kjendsli, NRK-P2
- 1987: Per A. Christiansen, Aftenposten
- 1988: Dagmar Loe, NRK
- 1989: Tor-Erik Røberg-Larsen och Per Ellingsen, Arbeiderbladet
- 1990: Hans-Wilhelm Steinfeld, NRK